# 胡富国
胡富国（1937年10月—），男，山西长子人，中华人民共和国政治人物，中共第十四、十五届中央委员。曾任煤炭工业部、国家能源部副部长、山西省人民政府省长、中共山西省委书记，国务院扶贫开发领导小组副组长，中国扶贫开发协会会长等职务。

## 生平

### 早年经历
胡富国出生在山西长子县的一个普通农民家庭。因家境贫寒，11个兄弟姐妹中，只有胡富国和两个妹妹长大成人。在母亲早逝后，兄妹三人由父亲一人抚养。
1957年，胡富国初中学毕业后，在家乡担任公社会计、团支部书记、南刘乡政府干部；1958年，进入在长治市新成立的潞安矿务局煤校学习，并于1959年在学校加入中国共产党；1960年10月，被保送到阜新矿业学院采煤系煤层地下开采专业学习。

### 仕途
1964年大学毕业后，胡富国被分配到大同矿务局工作。此后，他在煤炭系统工作20多年；历任大同矿务局永定庄矿六号井技术员、二O七盘区采煤队党支部书记、采煤一区党总支部书记。1973年10月至1975年3月，任大同矿务局煤峪口矿革委会主任、党委副书记。1975年3月至1980年3月，任山西省煤炭工业管理局副局长、党委副书记。1980年3月至1982年3月，升任山西省煤炭工业管理局副局长、党委副书记兼西山矿务局局长、党委副书记、古交矿区建设指挥部总指挥。
1982年3月，胡富国被提拔为中华人民共和国煤炭工业部副部长；1988年，改任新组建的中华人民共和国能源部副部长；两年后，还兼任中国统配煤矿总公司总经理、党组书记。1992年7月，胡富国调回山西，出任中共山西省委副书记、代省长，还当选第十四届中共中央委员。1993年初，正式当选山西省省长，当年9月，接任中共山西省委书记。1994年3月至1995年2月期间，曾一度兼任山西省政协主席。在他就任初期，山西财政收入只有76亿，119个县有67个县政府无法支付工资。他在任内进行一系列大型改革，并修建完成引黄工程、阳城电厂、太旧高速、太原飞机场和太原火车站等基础设施，促使山西经济转型。
1998年，胡富国治下山西经济不断下滑，排名全国倒数，胡只能率领中共山西省委，向山西全省煤矿企业发布通告，停止向欠煤款的地区及单位供煤。此事倒逼中央政府居中调停，催促欠款省份还款。1999年6月，62岁的胡富国再次离开家乡，调任国务院扶贫开发领导小组副组长；2003年，当选第十届全国政协常务委员。2005年退休后，担任中国扶贫开发协会会长。

## 家庭
- 子胡志强，曾任中共榆林市委书记、陕西省卫计委党组书记。2018年落马。